# Cimitero ebraico di Venezia
Il cimitero ebraico di Venezia, fondato fra il 1386 e il 1389 e situato nell'isola del Lido di Venezia, è stato fino alla fine del XVIII secolo il luogo di sepoltura degli ebrei a Venezia. È uno dei più antichi cimiteri ebraici d'Europa tuttora esistenti.

## Significato
Nella cultura ebraica il cimitero non è un luogo di mera sofferenza o di culto: è un luogo che dà all'uomo la possibilità di riflettere sulla propria vita trascorsa, pensando a come vivere al meglio quella che resta. Il cimitero è sacro, non soltanto in quanto luogo di culto, ma in quanto eterna scuola di vita. La stessa parola cimitero nella tradizione ebraica è chiamato "Bet Ha-Chajim" ovvero Casa della vita.

## La storia
La presenza della comunità ebraica in Laguna può essere fatta risalire intorno all’anno 1000. Nel 1254 con un decreto del Maggior Consiglio venne proibita agli ebrei ogni attività di prestatori di denaro e venne loro imposto il divieto di risiedere in città.
Dopo la costosa guerra di Chioggia (1378-1381), per dare nuova spinta all'economia della Repubblica fu permesso il rientro degli ebrei in città e la liberalizzazione delle loro attività commerciali e finanziarie. Tra le prime necessità che si presentarono, vi fu quella di trovare un terreno disponibile da destinare alla sepoltura; sotto il dogado di Antonio Venier, si autorizzò nel 1386 la Magistratura del Piovego a concedere alla “Universitas Judaeorum” un'area isolata di "70 per 30 passi" chiamata "petiam terreni vigri et vacui", lontano dal centro abitato delle isole di Venezia, e precisamente nella parte settentrionale dell’isola lunga e stretta del Lido, che all’epoca presentava un piccolissimo centro abitato nell’estremità opposta (Malamocco) e una comunità di monaci benedettini nel monastero di San Nicolò, vicina al futuro terreno cimiteriale. Questi da subito entrarono in contrasto con i vicini, al punto da intraprendere un'azione legale di fronte al Magistrato del Piovego che durò tre anni. Risolta la lite con un accordo fra le parti, le prime sepolture ebbero inizio nel 1390.

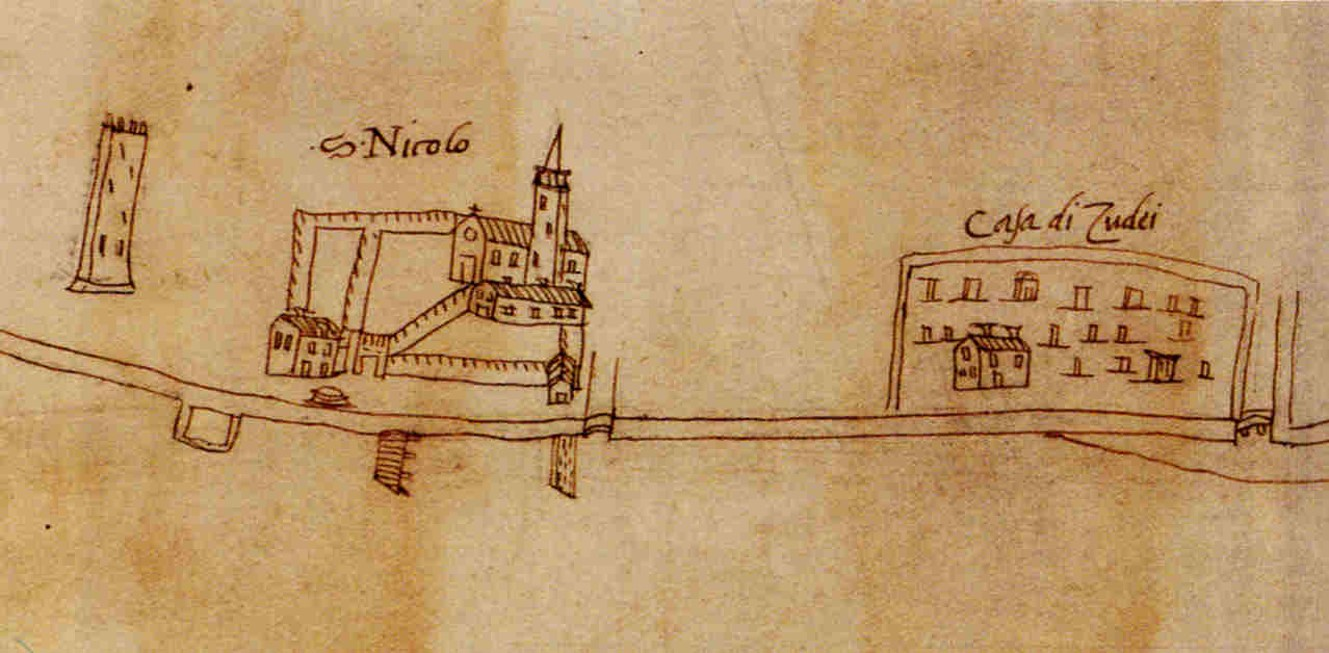
Lido di Venezia, Casa de' Giudei, 1559, Venezia, Archivio di Stato

Seppur la zona delle sepolture si trovasse in un’area isolata, molte furono le azioni di vandalismo subite, tanto da spingere l’Università degli Ebrei a chiedere alla Magistratura del Piovego il permesso di costruire una recinzione. Nel corso dei secoli successivi l’area si ampliò grazie a contratti enfiteutici (gli ebrei non potevano possedere beni immobili) di terreni appartenenti al vicino monastero benedettino, arrivando così nel 1641 alla sua massima espansione. Trovandosi il cimitero vicino alla bocca di porto, l’area era spesso soggetta al passaggio noncurante delle truppe: particolarmente in tempi di guerra, i dintorni e parte dell’area destinata alle sepolture erano occupati da accampamenti. Molte lapidi vennero danneggiate e spostate dal luogo di fissione, il che rendeva difficile il loro riposizionamento nel luogo originario.
Nell’anno 1715 il cimitero subì grossi danni e perdite causate dalle costruzioni delle nuove fortificazioni difensive del Forte di San Nicolò. L’area era sempre più disordinata, al punto che nel 1774 la repubblica concesse una nuova zona di sepoltura di circa 3500 metri quadrati, più interna e separata sia dalla precedente area cimiteriale antistante la laguna, sia dall’area di interesse militare. Da questo momento in poi questo spazio divenne il nuovo luogo di sepoltura, conosciuto come “Cimitero Nuovo”, sostituendo definitivamente il “vecchio” ed originale. Quello che restava dell’ormai antico cimitero divenne col tempo un terreno di lapidi abbandonate ed in rovina, immerso in una vegetazione palustre e non curata, quasi spettrale, al punto da divenire una sorta di meta romantica per molti poeti e letterati che giunsero in visita a Venezia nel corso dell'Ottocento, quali per esempio Goethe, Byron, Percy Shelly e Giovanni Prati.

### Fine Ottocento e primi Novecento

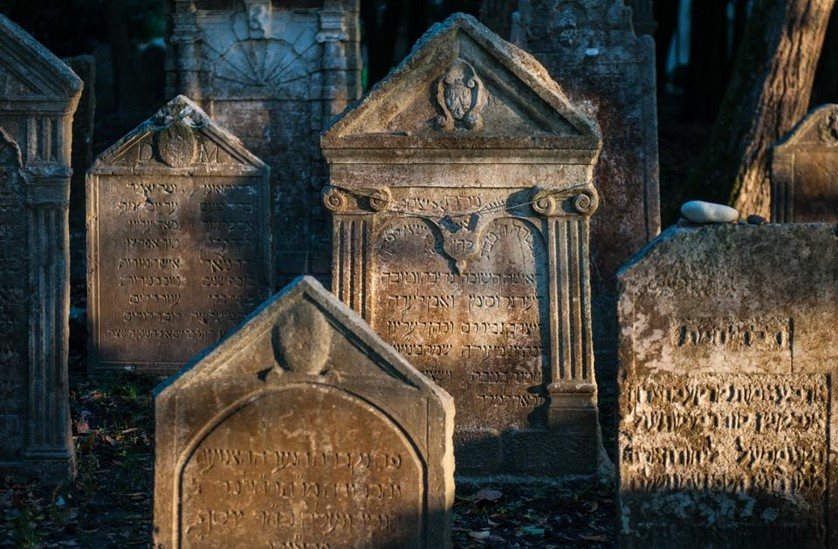
Cimitero ebraico Lido Venezia

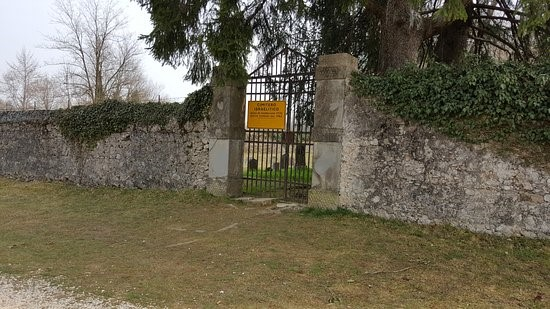
Ingresso secondario al cimitero ebraico del Lido di Venezia

Sul finire del XIX secolo l’isola del Lido divenne uno dei luoghi di villeggiatura più in vista di tutta Europa. Nel 1925 venne eretto proprio in prossimità dell’antico cimitero un tiro a segno noto come “Tiro a Segno Nazionale”. La realizzazione dello stabile da una parte portò alla luce moltissime lapidi andate perdute, dall’altra ridusse anch'essa ulteriormente il territorio dell’antico cimitero. Per cercare di risanare e tutelare quello che rimaneva, l’area venne protetta da un alto muro di mattoni, con un cancello antistante la laguna su cui si incise la scritta “ANTICO CIMITERO ISRAELITICO”. L’intera area quindi fu rimodellata: la vegetazione venne curata e molte delle lapidi vennero risistemate ed allineate per dare un ordine più armonico al tutto, senza peraltro tenere minimamente conto della struttura delle lapidi, né della corrispondenza delle stesse con le sepolture sottostanti.
Nel 1929, in seguito alla creazione della strada lungo la laguna, in seguito chiamata “Riviera di San Nicolò”, il muro e l’ingresso del cimitero vennero spostati verso l’interno dell’isola di 17 metri, riducendo ulteriormente le dimensioni del "cimitero vecchio". Dalla fine degli anni Venti ed in particolare dal 1938 con la promulgazione delle Leggi Razziali, il cimitero cadde nuovamente in rovina; dell'originale di fine XIV secolo restava circa solo una metà (3000 metri quadrati), entro la quale numerosissime lapidi e sarcofagi erano ammassati, sommersi nel terreno acquitrinoso fra la vegetazione selvaggia e destinati apparentemente all'oblio.

## Recupero dell'area
Nel 1993 su volontà della Soprintendenza per i Beni Artistici e Storici e grazie anche a finanziamenti privati, incominciarono i primi lavori di recupero dell’area e il successivo restauro delle lapidi. La parte più interna dell’antico cimitero venne allargata andando ad occupare una parte della confinante area del “Cimitero Nuovo” non utilizzata fino a quel momento; lo spazio venne destinato a nuove lapidi ed a parti di lapidi restaurate, posizionate lungo il muro interno.
L’Antico Cimitero che si può visitare oggi è quindi la parte superstite dell’originale area di sepoltura, importante e prezioso non solo per la sua valenza storico/artistica, ma quale testimonianza tangibile della presenza della comunità ebraica nella laguna a partire dal XIV secolo.

### Restauro lapideo
Le innumerevoli lapidi e sarcofagi accatastati nel cimitero presentavano un quadro molto complesso per quanto concerne il loro stato di mantenimento. Tutti i reperti vennero ripuliti e ricollocati a seconda delle dimensioni. Le lapidi furono disposte verticalmente in un'area aperta e soleggiata, per limitare i futuri e naturali danni dovuti alle aggressioni biologiche. I resti dei coperchi degli antichi sarcofagi, una volta ripuliti e ricomposti (quando possibile), vennero infine posizionati orizzontalmente nella loro posizione ordinaria su appositi basamenti in cemento, dai quali erano stati isolati da una lastra di piombo. Altre lapidi, frammentate a pezzi, vennero invece ripulite e ricomposte utilizzando delle resine epossidiche a media densità. Tale operazione non è stata possibile per tutte le lapidi o parti di lapidi ritrovate. I reperti meglio recuperati, non potendo essere conficcati nuovamente nel terreno, sono stati disposti sulle pareti delle mura interne del cimitero, fissati con ganci in acciaio inossidabile al fine di evitare futuri deterioramenti derivanti dal contatto con i sali presenti nella muratura. Diverse decine di altre lapidi provenienti dal vecchio cimitero furono spostate nel nuovo negli anni Venti del XX secolo: fra di esse ve ne sono sei di singolare fattura, essendo state all'origine "cippi" o "termini" di età romana tardo repubblicana – imperiale (I sec. a.C.- I sec. d.C), che delimitavano sul terreno i punti estremi dei confini di varie aree politico-amministrative o proprietà private, quali le zone sepolcrali. Esse presentano dei fori circolari nella parte inferiore, ove venivano inseriti dei pali per la stabilizzazione sul terreno e l'individuazione esatta dell'area. Su di esse furono aggiunte le iscrizioni sepolcrali in caratteri ebraici, in un periodo compreso fra il 1440 e il 1501.